# アンティオキア教会

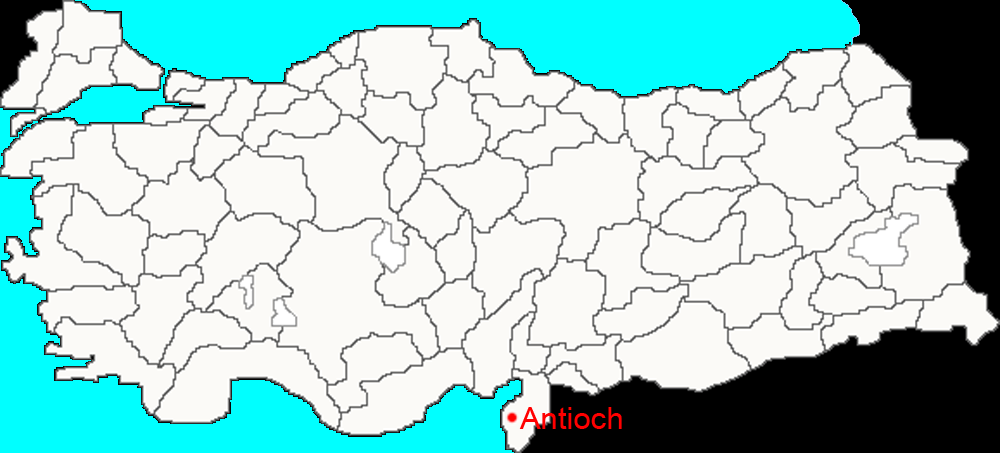
アンティオキアが赤い点で示されている地図。歴史的シリアに属する地域であるが、現在は地図に示されているように、トルコ領ハタイ県（アンタキヤ）。

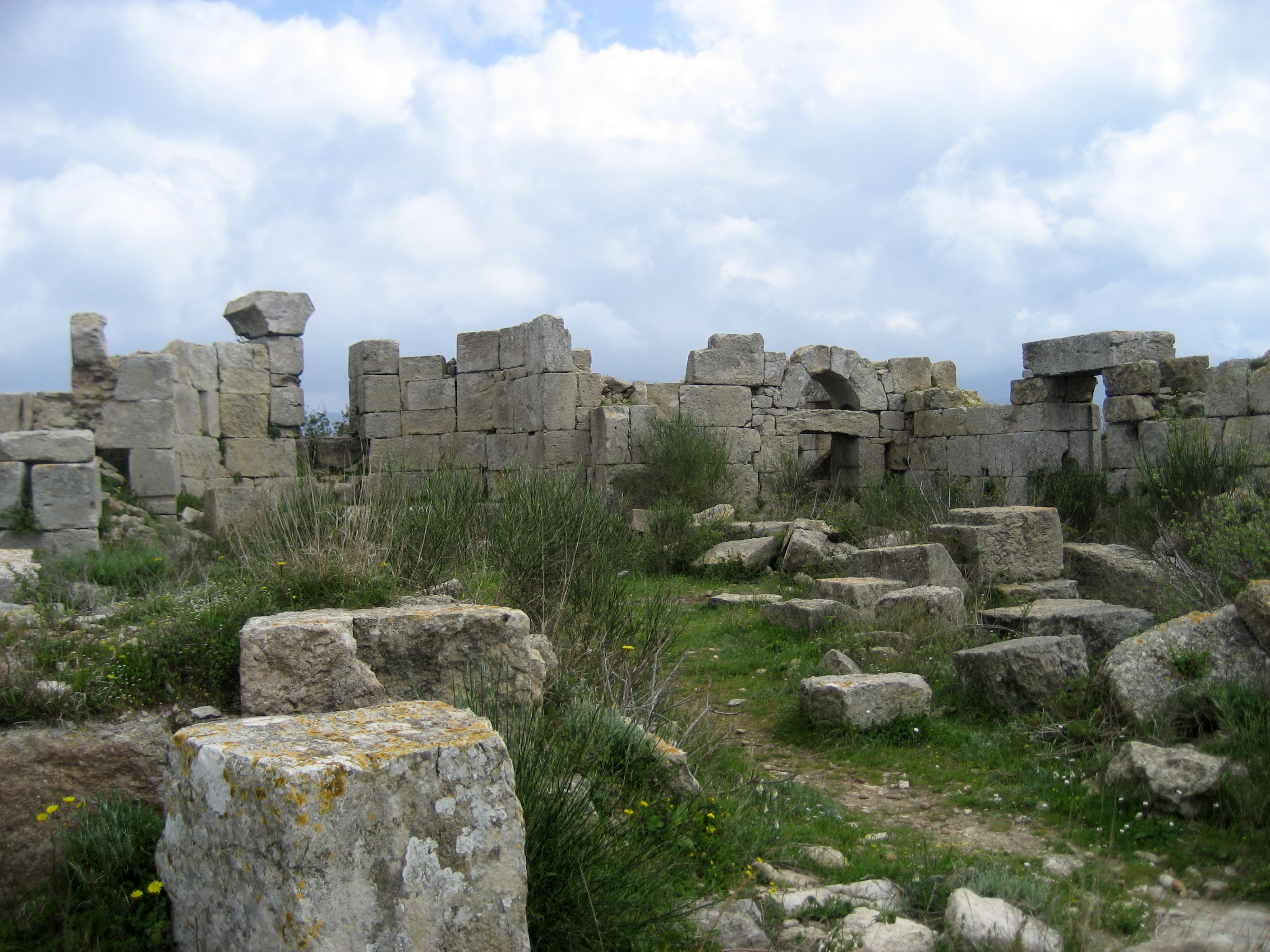
現アンタキヤ近郊にある登塔者聖シメオン修道院の遺跡

アンティオキア教会（アンティオケイアきょうかい, トルコ語: Antakya Kilisesi, 英語: Church of Antioch）とは、歴史的シリアのアンティオキアに、キリスト教の最初期に形成された教会、およびこれより発展して現代のシリアに存続する各教会の総称（もしくは個別の名称）。

## 概説
『新約聖書』（特に『使徒言行録』）各所に「アンティオキア」の名は見えており（初出箇所は使徒言行録 6:5）、最初期から伝道された地域であった。『使徒言行録』11章26節には、アンティオキアでキリスト教の信者が初めて「クリスチャン」と呼ばれるようになったと記されている。『使徒言行録』13章には、パウロとバルナバの初期の宣教を支援したことが書かれている。伝承によってはペトロをアンティオキア初代の主教（司教・監督）であると伝えている。
現代のシリアにもキリスト教の教会は存続しているが、カルケドン公会議による分裂や東西教会の分裂の結果、現在、アンティオキアの名を冠する総主教もしくは総大司教を戴く教派（教会）が以下の通りシリアに5つ存在する。
- シリア正教会（非カルケドン派）
- アンティオキア総主教庁（アンティオキア正教会）（正教会）
- シリア典礼カトリック教会（アラビア語版、英語版）（東方典礼カトリック教会）
- マロン典礼カトリック教会（東方典礼カトリック教会）
- メルキト・ギリシャ典礼カトリック教会（アラビア語版、英語版）（東方典礼カトリック教会）

ただし、現在の総主教座もしくは総大司教座は、上記のいずれの教会のものも、小さな町となりトルコ領となっているアンティオキア（アンタキヤ）にではなく、シリアのダマスカスに置かれている（マロン典礼カトリック教会の総大司教座はレバノンに置かれている）。

## 分類
- 正教会（ギリシャ正教、東方正教会） — 正教会の洗礼・聖体機密（聖体礼儀）を含む機密（秘蹟）は全ての正教会で有効。「ルーマニア正教会」「ロシア正教会」は組織名であり、一組織を信仰するかのような「ロシア正教を信仰する」「グルジア正教を信仰する」といった表現は誤りである。
  - 独立正教会（一部からの承認のみのものを含む）
    - アメリカ正教会
    - アルバニア正教会
    - アレクサンドリア教会（アレクサンドリア総主教庁）
    - アンティオキア教会（アンティオキア総主教庁）
    - ウクライナ正教会 (2018年設立)
    - エルサレム教会（エルサレム総主教庁）
    - キプロス正教会
    - ギリシャ正教会
    - グルジア正教会
    - コンスタンティヌーポリ教会（コンスタンティヌーポリ全地総主教庁）
    - セルビア正教会
    - チェコスロバキア正教会
    - ブルガリア正教会
    - ポーランド正教会
    - マケドニア正教会　一部のみその地位を承認。
    - ルーマニア正教会
    - ロシア正教会

  - 自治正教会（一部の承認のものも含む）
    - エストニア使徒正教会 — 一部のみその地位を承認。承認していない教会からは一教区扱い。
    - シナイ正教会
    - 正統オフリド大主教区 — 一部のみその地位を承認。承認していない教会からは一教区扱い。
    - 中国正教会 — 一部のみその地位を承認。承認していない教会からは一教区扱い。
    - 日本ハリストス正教会 — 一部のみその地位を承認。承認していない教会からは一教区扱い。
    - フィンランド正教会

  - 自主管理教会
    - アンティオキア正教会北米大主教区
    - ウクライナ正教会 (モスクワ総主教庁系)
    - エストニア正教会 — ロシア正教会の自主管理教会。
    - 在外ロシア正教会
    - モルドバ正教会
    - ラトビア正教会
    - 他